# Внешняя политика Гвинеи
Внешняя политика Гвинеи — общий курс Гвинеи в международных делах. Внешняя политика регулирует отношения Гвинеи с другими государствами. Реализацией этой политики занимается министерство иностранных дел Гвинеи. Международные отношения Гвинеи, в том числе с её западноафриканскими соседями, неуклонно улучшаются с 1985 года.

## История
Гвинея восстановила отношения с Францией и Западной Германией в 1975 году, а также с соседними Кот-д’Ивуаром и Сенегалом в 1978 году.
Гвинея участвовала как в дипломатических, так и в военных мероприятиях по урегулированию конфликтов в Либерии, Сьерра-Леоне и Гвинее-Бисау, а также предоставляла воинские контингенты для операций по поддержанию мира во всех трех странах в составе ЭКОМОГ, группы военных наблюдателей ЭКОВАС. В 1990-х годах Гвинея приняла почти миллион беженцев, спасавшихся от гражданских войн в Сьерра-Леоне и Либерии. С 2004 года Гвинея придерживается политики неограниченного приема беженцев.
Гвинея также является членом Международного уголовного суда и Римского статута Международного уголовного суда.

### Отзыв послов 2009 в году
5 мая 2009 года президент Гвинеи Мусса Дади Камара, захвативший власть в результате бескровного переворота, последовавшего после смерти президента Лансаны Конте 22 декабря 2008 года, объявил об отзыве 30 послов Гвинеи в других странах. Приказ был сделан указом президента по государственному телевидению и стал первым крупным дипломатическим ходом нового лидера.
Решение коснулось послов в США, Республике Корее, Китайской Народной Республике, Франции, Великобритании, России, Египте, Южной Африке, Италии, Японии, Бразилии, Кубе, Швейцарии, Сербии, Малайзии, Иране, ОАЭ, Сенегале, Нигерии, Ливии, Ганы, Алжира, Марокко, Габона, Либерии, Сьерра-Леоне и Гвинеи-Бисау, включая почти все иностранные посольства Гвинеи. Пострадали также представители Гвинеи в Европейском союзе, Организации Объединённых Наций и Африканском союзе.
Причины отзыва послов не была указана. В издании Tocqueville Connection сказано, что большинство послов были назначены бывшим премьер-министром Лансаной Куяте, занимавшим эту должность с февраля 2007 по май 2008 года, что вероятнее всего означало попытку со стороны Муссы Дади Камары дистанцироваться от предыдущего правительства.
В конце марта 2009 года послу Гвинеи в Сербии грозило выдворение за личное участие в контрабанде сигарет (в его BMW было обнаружено 1000 пачек сигарет), но он избежал ареста благодаря дипломатической неприкосновенности (хотя был объявлен персоной нон грата).

### Государственный переворот в 2021 году
Государственный переворот 5 сентября 2021 года вызвал быстрое осуждение и угрозы санкций со стороны Организации Объединённых Наций, Африканского союза, западноафриканского регионального блока ЭКОВАС (который приостановил членство Гвинеи) и ближайших союзников Гвинеи, а также Соединённых Штатов Америки. Китай также открыто выступил против военного переворота в Гвинее.

## Двусторонние отношения
| Государство      | Установление отношений | Примечания |
| ---------------- | ---------------------- | --- |
| Австралия        |                        | - Австралия и Гвинея имеют близкие интересы в горнодобывающем секторе. Они являются одними из крупнейших производителей бокситов в мире. В 1970-х годах подписали Международное соглашение по бокситам. Австралийские компании участвуют в развитии горнодобывающего сектора Гвинеи. - Интересы Гвинеи в Австралии представлены через посольство в Токио; - Интересы Австралии в Гвинее представлены через посольство в Аккре. |
| Азербайджан      | 11 марта 1992 года.    | - Гвинея стала одним из первых государств мира, признавших независимость Азербайджана 9 января 1992 года. - Гвинея стала первым африканских государством, установившим дипломатические отношения с Азербайджаном 11 марта 1992 года. |
| Канада           | март 1962 года         | - Интересы Австралии в Гвинее представлены через посольство в Дакаре; - Гвинея имеет посольство в Оттаве. |
| Китай            | 14 октября 1959 года   | Гвинейско-китайские отношения Китайская Народная Республика и Гвинейская Республика установили дипломатические отношения 14 октября 1959 года, что сделало Гвинею первой страной в Африке к югу от Сахары, которая установила официальные отношения с Китаем. Китай закупает около половины всех экспортируемых Гвинеей бокситов. |
| Франция          | 1958 года              | - Франция имеет посольство в Конакри; - Гвинея имеет посольство в Париже. |
| Малайзия         |                        | - Малайзия имеет посольство в Конакри; - Гвинея имеет посольство в Куала-Лумпуре. |
| Индонезия        | 1963 год               | - Интересы Индонезии в Гвинее представлены через посольство в Дакаре; - Интересы Гвинеи в Индонезии представлены через посольство в Куала-Лумпуре. |
| Израиль          | 2016 год               | Израильско-гвинейские отношения Дипломатические отношения между государствами установлены в 1967 году. Возобновлены в 2016 году. |
| Мексика          | 25 января 1962 года    | Гвинейско-мексиканские отношения - Интересы Гвинеи в Мексике представлены через посольство в Гаване; - Интересы Мексики в Гвинее представлены через посольство в Абуджа. |
| КНДР             | 8 октября 1958 года    | - КНДР имеет посольство в Конакри. |
| Республика Корея | 28 августа 2006 года   | - Дипломатические отношения между государствами установлены 28 августа 2006 года. В 2011 году в Гвинее проживало 70 граждан Республики Кореи. - Интересы Гвинеи в Республике Кореи представлены через посольство в Токио; - Интересы Республики Кореи в Гвинее представлены через посольство в Дакаре. |
| Сербия           | 1958 год               | - Интересы Сербии в Гвинее представлены через посольство в Алжире; - Гвинея имеет посольство в Белграде. |
| Турция           | 1960 год               | - Гвинея имеет посольство в Анкаре; - Турция имеет посольство в Конарки. - В 2019 году товарооборот между странами составил сумму 136,7 миллионов долларов США. - С 30 января 2017 года осуществляется прямое авиасообщение между Стамбулом и Конакри. |
| США              |                        | Американо-гвинейские отношения Гвинея стала первой французской африканской колонией, получившей независимость 2 октября 1958 года, что повлекло за собой немедленное прекращение всей помощи со стороны Франции. После временной приостановки деятельности из-за общенациональных политических беспорядков в начале 2007 года программа Корпуса мира в Гвинее возобновила свою деятельность в конце июля. До приостановки у Корпуса мира было более 100 добровольцев по всей стране, и Корпус мира постепенно снова увеличивает численность. Добровольцы работают в четырёх проектных областях: среднее образование, окружающая среда/агролесоводство, здравоохранение и профилактика СПИДа, а также развитие малого бизнеса. За последние несколько лет в Гвинее также действовала программа Кризисный корпус. США осудили военный переворот 2008 года в Гвинее, они имели близкие отношения с этой страной до переворота, а после президентских выборов в Гвинее в 2010 году поддерживали демократические реформы. Однако, Государственный департамент США немедленно осудил государственный переворот 5 сентября 2021 года, предостерег от насилия и любых внеконституционных мер, которые могут ограничить способность США и других международных партнеров Гвинеи поддерживать страну. - Гвинея имеет посольство в Вашингтоне; - США имеет посольство в Конакри. |
| Вьетнам          | 9 октября 1958 года    | - Гвинея — первая страна в Африке, которая установила официальные дипломатические отношения с Вьетнамом. - Интересы Вьетнама в Гвинее представлены через посольство в Рабате; - Интересы Гвинеи в Китае представлены через посольство в Пекине. |